# Гарин, Михаил Петрович
Михаил Петрович Гарин — советский хозяйственный, государственный и политический деятель, Герой Социалистического Труда.

## Биография
Родился в 1913 году в Царицыне в семье служащих. Член КПСС.
С 1929 года — на хозяйственной, общественной и политической работе. В 1929—1982 гг. — рабочий, инженер-механик, на инженерных должностях на заводах города Москвы, главный инженер Московского прожекторного завода, директор завода № 686 Московского городского совета народного хозяйства / Московского прожекторного завода Министерства электротехнической промышленности СССР
Указом Президиума Верховного Совета СССР от 16 января 1981 года присвоено звание Героя Социалистического Труда с вручением ордена Ленина и золотой медали «Серп и Молот».
Умер в Москве в 1982 году. Похоронен на Введенском кладбище (29 уч.).